# Aircrack
Aircrack (genauer: Aircrack-ng) ist eine Sammlung von Computerprogrammen, die es ermöglichen, Schwachstellen in WLANs auszunutzen und zu analysieren. Der Name des Hauptprogrammes zum Berechnen der Schlüssel ist aircrack-ng. Anwendungsmöglichkeiten sind zum Beispiel das Mitschneiden von Datenpaketen eines Netzwerks oder das Berechnen von WEP, WPA oder WPA2-Schlüsseln.

## Funktionsweise
Das Programm Airodump schneidet Datenpakete mit und analysiert die zu jedem WEP-Paket gehörenden 24 Bit langen Initialisierungsvektoren (IVs). Mit genügend vielen mitgeschnittenen Paketen bzw. schwachen IVs kann das Programm Aircrack auf den WEP-Schlüssel schließen. Dabei handelt es sich im Wesentlichen um einen statistisch-mathematischen Angriff, es ist also theoretisch möglich, mit genügend vielen IVs auf den WEP-Schlüssel rückzuschließen. Je nach Länge des verwendeten Schlüssels benötigte man 100.000 bis 250.000 IVs (bei 40-Bit-Schlüsseln) oder 500.000 bis 1.000.000 IVs (bei 104-Bit-Schlüsseln) oder auch viel mehr. In neueren Versionen ist dies sogar schon bei 40-Bit-Schlüsseln mit nur 5000 Paketen, und bei 104-Bit-Schlüsseln mit 20.000 Paketen möglich.
Ab Version 0.8 konnte die Paketanzahl dank der PTW-Attacke der Technischen Universität Darmstadt auf einen Bruchteil reduziert werden. Nun reicht beispielsweise eine Anzahl von 50.000 Paketen für eine 50-Prozent-Chance einen 128-Bit-Schlüssel zu errechnen, wobei hierzu speziell Pakete mit ARP-Anfragen nötig sind. Natürlich steigert dies auch die Chancen dramatisch für einen 64-Bit-Schlüssel. Der Erfolg ist nicht garantiert und hängt von einer Vielzahl weiterer Faktoren ab.
Mittlerweile implementiert Aircrack moderne Angriffe wie den KoreK-Angriff. Des Weiteren kann der Angriff um aktive Methoden ergänzt werden, um schneller eine große Zahl an Paketen aufzeichnen zu können. Auf diese Weise kann in ein per WEP gesichertes Netzwerk innerhalb weniger Minuten eingebrochen werden. Bei einer Studie der TU Darmstadt ist es Forschern gelungen in ein mit 128 Bit verschlüsseltes WEP-WLAN (Schlüssellänge 104 Bit) mithilfe der PTW-Attacke in weniger als 60 Sekunden einzubrechen.
Mit WPA oder WPA2 verschlüsselte Netzwerke kann Aircrack mittels eines Wörterbuchangriffs angreifen, indem es den beim Verbindungsaufbau stattfindenden Four-Way-Handshake einer WPA-Verbindung mitliest und diesen anschließend zu entschlüsseln versucht. Ein Four-Way-Handshake kann auch durch eine Deauthentifikation eines bereits angemeldeten Clients erzwungen werden.

## Einzelne Teilprogramme (nicht komplett)
aircrack-ngberechnet WEP-Schlüssel (Brute-force) und WPA-Schlüssel (Wörterbuchattacke)
airodump-ngPaket-Sniffer: Zeichnet Datenverkehr in pcap- oder IVs-Dateien auf und zeigt Informationen über Netzwerke
aireplay-ngschleust selbst erzeugte Pakete in Netzwerke ein
airdecap-ngentschlüsselt aufgezeichnete verschlüsselte WEP- oder WPA-Daten mittels eines bereits bekannten Schlüssels
airmon-ngversetzt WLAN-Karten unter Linux in den Monitor-Modus
airtun-ngerzeugt virtuelle Tunnel
airolib-ngspeichert und verwaltet ESSID- und Passwort-Listen (für das Berechnen von WPA-Schlüsseln)
wesside-ngberechnet automatisch die WEP-Schlüssel von gefundenen Netzwerken (instabil)
airdriver-ngbaut und installiert WLAN-Treiber unter Linux
airbase-ngsimuliert Access Points aufgrund empfangener SSID-Scans von Endgeräten und ermöglicht es so, WEP- oder WPA-Schlüssel in Abwesenheit des Access Points durch Angriff des Endgeräts abzufangen
airserv-ngermöglicht die Nutzung einer nicht lokal angeschlossenen WLAN-Karte über eine TCP-Verbindung (Drahtloskarten-Server)

## Betriebssysteme
Aircrack ist im Quelltext erhältlich und läuft grundsätzlich unter Linux, macOS und Windows. Unter Windows werden zusätzliche Treiber benötigt, die Aircrack nicht beiliegen. Diese Treiber, genauer die Dateien peek5.sys und peek.dll, liefert der Hersteller der WLAN-Software WildPackets in seiner Software OmniPeek Personal mit. Jedoch hat die Aircrack-Suite unter Windows aufgrund von Treiberproblemen und mangelnder Unterstützung seitens der Entwickler nicht dieselbe Funktionsvielfalt wie unter Linux. Es ist jedoch möglich in einer virtuellen Maschine mit Linux auf WLAN-Sticks zuzugreifen.
Mit Airodump vergleichbare Programme sind Airsnort, Kismet und NetStumbler.